# 国会等移転審議会
国会等移転審議会（こっかいとういてんしんぎかい）とは、内閣府の審議会等で、国会等の移転に関する法律に基づいて設置された機関である。

## 概要
審議会は、内閣総理大臣の諮問に応じ、国会等の移転の候補地の選定及びこれに関連する事項について調査審議する。
審議会は、委員20人以内で組織する。委員は、国会等の移転に関し、行財政改革を含めた各分野において優れた識見を有する者のうちから、両議院の同意を得て、内閣総理大臣が任命する（国会同意人事）。委員の任期は2年。国土交通省内に事務局を置く。
1996年12月に審議会が発足し、1999年12月に「栃木・福島」「岐阜・愛知」「三重・畿央」の3地域について移転候補地を答申した。また首都機能移転議論の低調から、2000年12月に全員が任期満了になって以降、後任が任命されていない状態となっている。